# Rabós
Rabós es municipio y localidad española de la provincia de Gerona, en la comunidad autónoma de Cataluña. El término municipal, que además de la localidad homónima incluye al núcleo de Delfiá, cuenta con una población de 230 habitantes (INE 2024).

## Geografía
Conocido también popularmente con el nombre de Rabós del Ampurdán, es un término accidentado con alcornoques. El pueblo está cerca del río Orlina, según apuntó en el siglo XVII el geógrafo Pere Gil, el nombre de este río se debía a que, siglos atrás, su arena contenía partículas de oro.
Sigue siendo un municipio dedicado a la agricultura, pero las viñas que habían sido mayoritarias en su cultivo, han ido decayendo a partir de la plaga de la filoxera, que las asoló en el año 1860. Su demografía a partir de entonces ha ido decreciendo.

## Entidades de población
- Rabós
- Delfiá

## Demografía
Rabós cuenta con una población de 230 habitantes (INE 2024).
| Gráfica de evolución demográfica de Rabós entre 1842 y 2021 |
| |
| Población de derecho según los censos de población del INE Población de hecho según los censos de población del INEEntre el censo de 1857 y el anterior, crece el término del municipio porque incorpora a Delfía y San Quirico de Culera |

| 1497 | 1515 | 1553 | 1717 | 1787 | 1857 | 1877 | 1887 | 1900 |
| ---- | ---- | ---- | ---- | ---- | ---- | ---- | ---- | ---- |
| 11   | —    | 19   | 131  | 237  | 558  | 594  | 585  | 463  |

| 1910 | 1920 | 1930 | 1940 | 1950 | 1960 | 1970 | 1981 | 1990 |
| ---- | ---- | ---- | ---- | ---- | ---- | ---- | ---- | ---- |
| 506  | 517  | 377  | 369  | 358  | 317  | 225  | 156  | 151  |

| 1992 | 1994 | 1996 | 1998 | 2000 | 2002 | 2004 | 2006 | — |
| ---- | ---- | ---- | ---- | ---- | ---- | ---- | ---- | - |
| 133  | 138  | 148  | 137  | 145  | 155  | 167  | 194  | — |

## Lugares de interés
- Iglesia parroquial de San Julián. Románica con la fecha de 1313 en la puerta de poniente.
- Iglesia de Santa María de Colera (siglo XII)
- Iglesia de San Román de Delfiá (siglo XI)
- Restos megalíticos:
  - Menhir del Mas Roquer
  - Sepulcros de corredor de Coma de Felis
  - Dolmen Comes de lloves
  - Dolmen de la Devesa
  - Dolmen del Solá
  - Dolmen de Gibert
- Monasterio de San Quirico de Colera (siglo X)